# Clara Tice

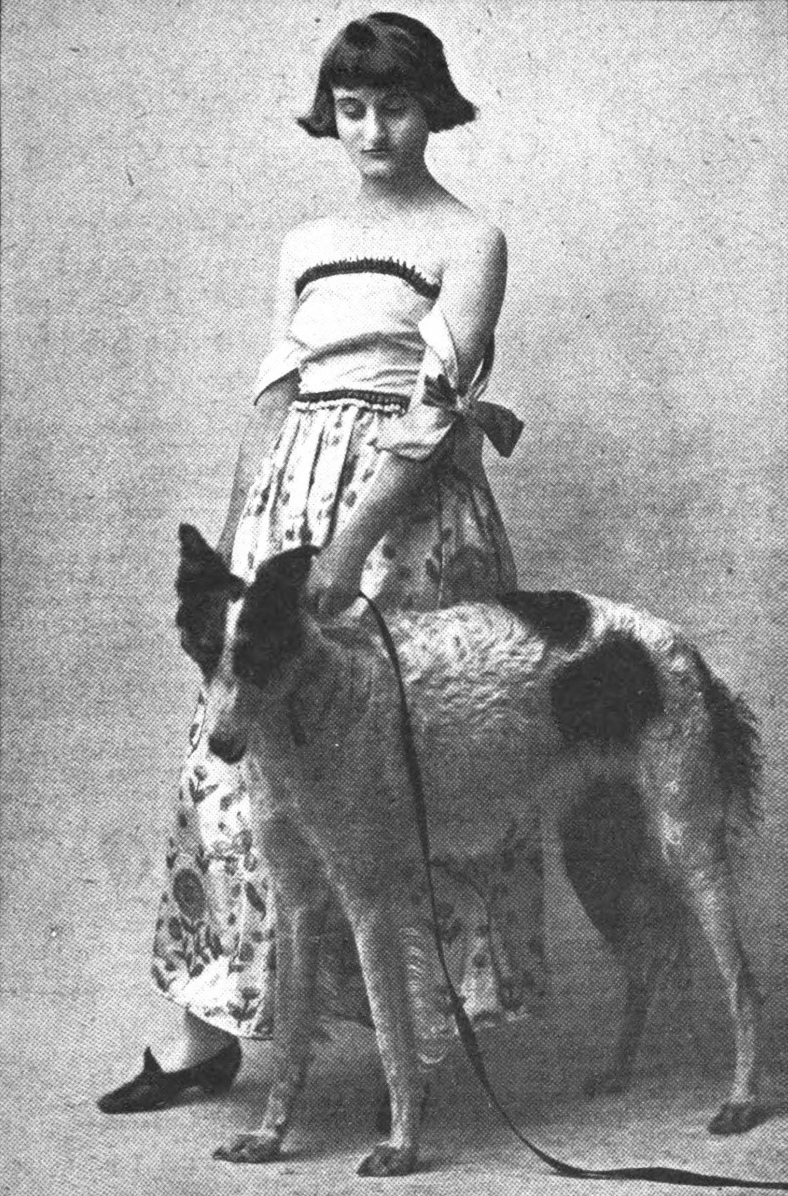
Clara Tice mit ihrem Hund, 1916

Clara Louise Tice (* 22. Mai 1888 in Elmira, New York; † 2. Februar 1973 in Forest Hills, New York City) war eine amerikanische Avantgarde-Künstlerin, die als Illustratorin, Grafikerin, Bühnenbildnerin, Publizistin und „Königin von Greenwich Village“ bekannt war.

## Leben und Werk
Clara Tice war die Tochter von Benjamin und Mary Eckenberger Tice. Als sie noch ein Kind war, zogen die Eltern mit ihr und ihren Geschwistern Sarah und Clifford nach Manhattan, wo ihr Vater eine neue Stelle als Superintendent der „Children’s Aid Society“ übernommen hatte. Sie wohnten in der West 32nd Street über dem Heim für Jungen, das ihr Vater leitete. Clara Tice malte bereits als Kind und wurde von ihren Eltern darin unterstützt, ihre künstlerischen Ambitionen weiter zu verfolgen. Clara Tice begann am Hunter College zu studieren, wechselte aber um 1908 zur Ashcan School von Robert Henri, als dieser sie als Studentin akzeptierte und ihr erlaubte, unüblich in der damaligen Zeit, in der Männerklasse zu arbeiten. Außerdem besuchte sie die Art Students League of New York. Sie entwickelte schnell einen eigenen Stil und beteiligte sich 1910 an der Planung der von Robert Henri durchgeführten juryfreien „First Exhibition of Independent Artists“, während der sie ihre Federzeichnungen verkaufte. Schon bald begannen modernistische Publikationen auf sie aufmerksam zu werden. 1911 heiratete sie P. Scott Stafford, die Ehe wurde aber nach kurzer Zeit geschieden.
Im März 1915 wurde Clara Tice schlagartig sehr bekannt, als der Leiter der „New York Society for the Suppression of Vice“ (Gesellschaft zur Unterdrückung des Lasters) Anthony Comstock einen „Kreuzzug gegen die ‚obszöne, unzüchtige und laszive‘ Kunst und Literatur, die die Buchhandlungen füllte und an den Wänden von Kaffeehäusern, Restaurants und kleinen Galerien hing“ führte, um die Bohemiens aus Greenwich Village zu vertreiben. Eine Reihe von Tices Aktzeichnungen, die im Restaurant Polly’s ausgestellt waren, konnte nur durch den spontanen Kauf eines Mäzens vor der Beschlagnahmung bewahrt werden. Die New York Tribune berichtete auf der Titelseite über den Vorfall, Vanity Fair veröffentlichte Tices kontroverse Bilder und engagierte sie dann als Mitarbeiterin für das Magazin. Tices Arbeiten erschienen auch 1917 im Cartoons Magazine, im Quill, Rogue, Bruno’s Weekly und in der New York Times.

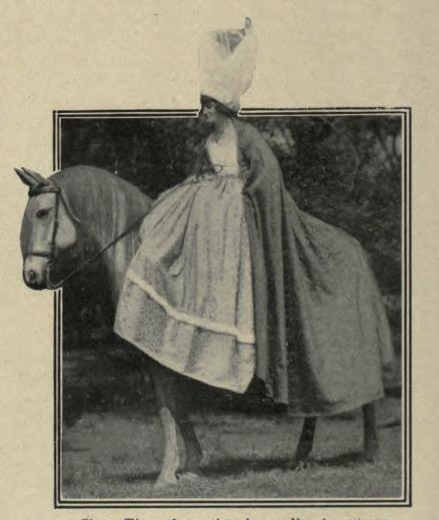
Clara Tice, 1916

Durch ihre neue Berühmtheit kam sie vermehrt mit modernistischen Künstlern und Schriftstellern in Kontakt und erhielt Zugang zu New Yorks eng verbundener Gruppe avantgardistischer Künstler. Sie freundete sich mit Marcel Duchamp an und trat Anfang 1917 dem von Walter Conrad Arensberg und Louise Arensberg, wohlhabenden Förderern der Künste, veranstalteten „Arensberg Circle“ bei. Drei- bis viermal pro Woche fanden Treffen in der Wohnung der Arensbergs in der West 67th Street statt, bei denen Tice auch Francis Picabia, Henri-Pierre Roché, Edgar Varèse, Alfred Stieglitz, Man Ray, William Carlos Williams, Wallace Stevens, Beatrice Wood, Marius de Zayas und Baroness Elsa von Freytag-Loringhoven kennenlernte. Mit Mina Loy begann sie für Zeitschriften und Publikationen zusammenzuarbeiten und illustrierte deren Gedichte. 1917 nahm Tice an der ersten Ausstellung der „Society of Independent Artists“ teil und veröffentlichte eine Zeichnung in der lokalen Dada-Zeitung The Blind Man. Daneben entwarf sie Einladungskarten für Kostümbälle, Programmhefte, Plakate und Vorhänge, meist für das Greenwich Village Theatre. Im Greenwich Village Theatre stand sie für einige Vorstellungen auf der Bühne, so etwa 1919 in der von John Murray Anderson betreuten Musikrevue The Greenwich Village Follies. In den 1920er Jahren illustrierte sie zumeist erotische Literatur. Mit ihrem extravaganten Auftreten mit modischer Bob-Frisur und Hund war Tice eine bekannte Persönlichkeit der künstlerischen Bohème und wurde auch die „Queen von Greenwich Village“ genannt.
Ende der 1920er Jahre zog Tice mit ihrem langjährigen Geliebten „Harry“ Patrick Cunningham und ihren Tieren, darunter Hunde und ein Pferd, ins ländliche South Britain bei Southbury in Connecticut, wo sie weiterhin Bücher illustrierte. Mit Beginn der Great Depression 1929 erhielt Tice kaum noch Aufträge. 1933 kehrte sie nach New York zurück, wo sie 1934 ihre letzte große Ausstellung hatte. Das von ihr selbst verfasste und illustrierte Kinderbuch ABC Dogs wurde 1940 noch einmal ein größerer Erfolg. Ab 1940 lebte sie in Danbury in Connecticut, 1945 kehrte sie nach Greenwich Village zurück, bis sie mittellos wurde und zu ihrer Schwester nach Queens zog. Dort schrieb sie mehrere Entwürfe zu einer Autobiografie, die aber nie veröffentlicht wurde. Da sie an einem Glaukom und an Arthritis litt, musste sie in den 1950er und 1960er Jahren die künstlerische Arbeit allmählich aufgeben. Clara Tice starb 1973 in ihrem Studioapartment in Queens.

## Werk

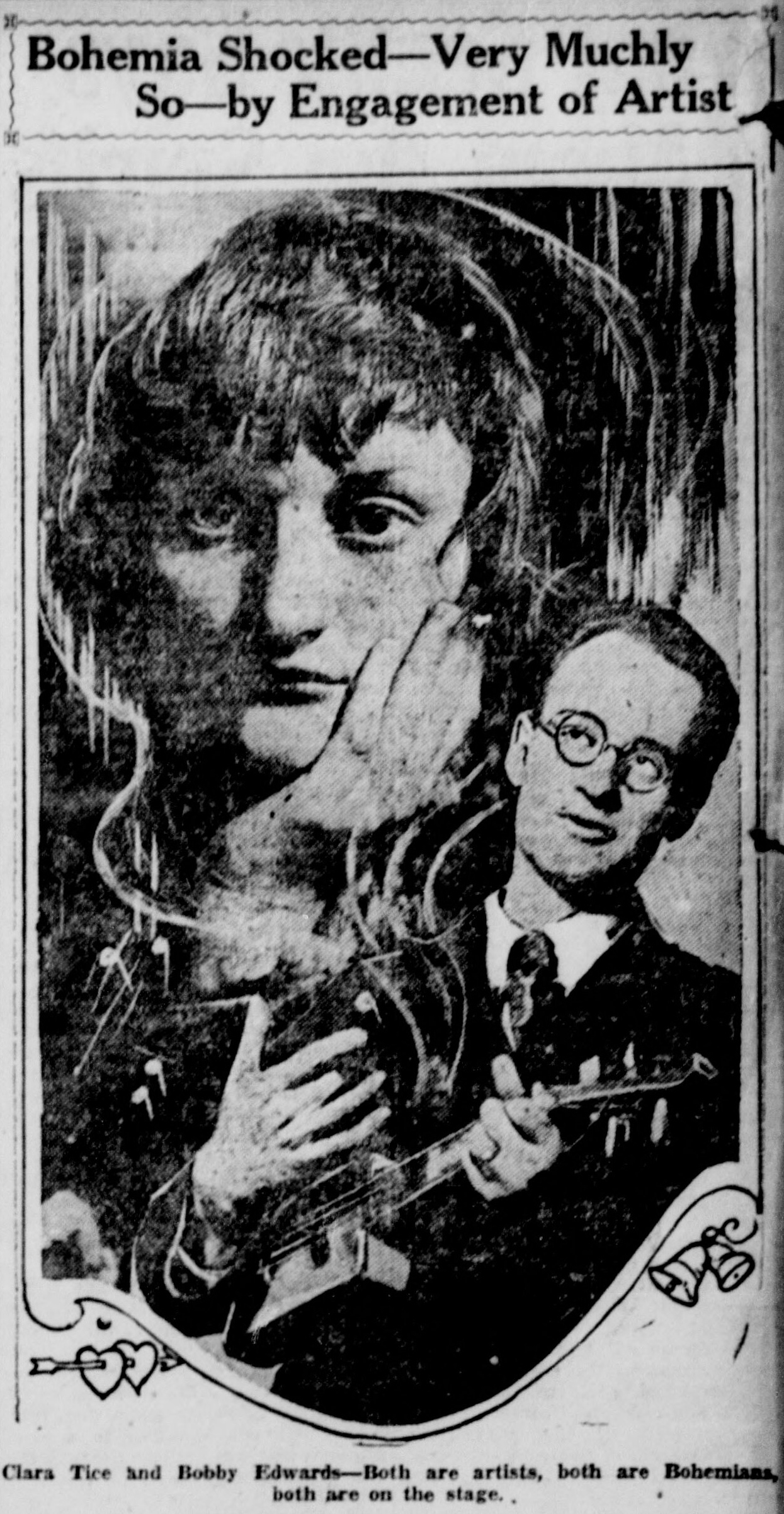
Zeitungsbild zu einem Auftritt von Clara Tice und Bobby Edwards, 1919

Clara Tice trat vereinzelt in Theateraufführungen auf, illustrierte mehrere Bücher, darunter die von der „Pierre Louÿs Society“ verlegten bibliophilen Privatdrucke Les Aventures du roi Pausole und Aphrodite 1926, The Twilight of the Nymphs und La femme et le pantin 1927 sowie Mademoiselle Maupin von Théophile Gautier 1927. 1940 veröffentlichte sie ihr eigenes Kinderbuch ABC Dogs. Daneben schuf sie Illustrationen für Zeitschriften, Bühnenvorhänge und Programmhefte. Neben diesen Theater- und Varietémotiven fertigte sie Porträts von prominenten Zeitgenossen und zahlreiche Tierbilder.
Ihre Tuschezeichnungen und Aquarelle zeichnen sich durch „dynamische, mit lockerem Strich meist auf wenige Linien und Flächen reduzierte Darstellungen“ aus.
Ausstellungen (Auswahl):
- 1910: First Exhibition of Independent Artists, New York
- 1915: Bruno’s Garret, New York, Einzelausstellung
- 1917: Ausstellung der Society of Independent Artists
- 1922: Animals and Nudes. Anderson Galleries, New York, Einzelausstellung mit 130 Werken[3]
- 1933: Grand Central Galleries
- 1933: Braxton Art Gallery, New York
- 1934: Schwartz Galleries, New York, Einzelausstellung[5]
- 1996: Making Mischief: Dada Invades New York. Whitney Museum of American Art, Manhattan
- 2006: Daughters of New York Dada. Francis M. Naumann Fine Arts, New York[7]
- 2007: Clara Tice: a Dada woman. Demuth Museum,  Lancaster, Pennsylvania
- 2011: On With the Show: Clara Tice Drawings of the New York Stage. Meredith Ward Fine Art, New York
- 2019: New York Dada and the Arensberg Circle of Artists. Francis M. Naumann Fine Arts, New York[2]